# Ru kulsukker
Ru kulsukker (Symphytum asperum) er en flerårig, 40-100 centimeter høj plante i rublad-familien. Den ligner lægekulsukker, men bladene er stilkede og stænglerne er uden vinger. Desuden er den blå krone fire gange så lang som bægeret. Delfrugterne er fint vortede og matte.
I Danmark findes ru kulsukker hist og her omkring København ved vejkanter og affaldspladser, mens den er temmelig sjælden i resten af landet. Den blomstrer i juni til september.